# Tillandsia lampropoda
Tillandsia lampropoda är en gräsväxtart som beskrevs av Lyman Bradford Smith. Tillandsia lampropoda ingår i släktet Tillandsia och familjen Bromeliaceae. Inga underarter finns listade i Catalogue of Life.